# Society for the Reformation of Manners
La Society for the Reformation of Manners (« Société pour la réforme des mœurs » fut fondée en 1691 à Tower Hamlets, un quartier de Londres, dans le but de supprimer l'impiété, l'immoralité, et, de façon générale, toute activité obscène, comme les maisons closes et la prostitution.

## Histoire
De nombreuses sociétés similaires furent créées à cette époque, illustrant le changement radical du comportement de la société anglaise après la Glorieuse Révolution de 1688, passant des manières libérées de la Restauration sous les règnes de Charles II et Jaques II à une attitude sévère de respectabilité et de sérieux sous le règne de Guillaume III et de Marie II. Bien qu'inspirée et alimentée par les excès londoniens, des agences de cette société se créèrent dans des villes de province aussi lointaines qu'Édimbourg, où Daniel Defoe fut membre. Mais ces sociétés ne se développèrent pas dans les zones rurales.

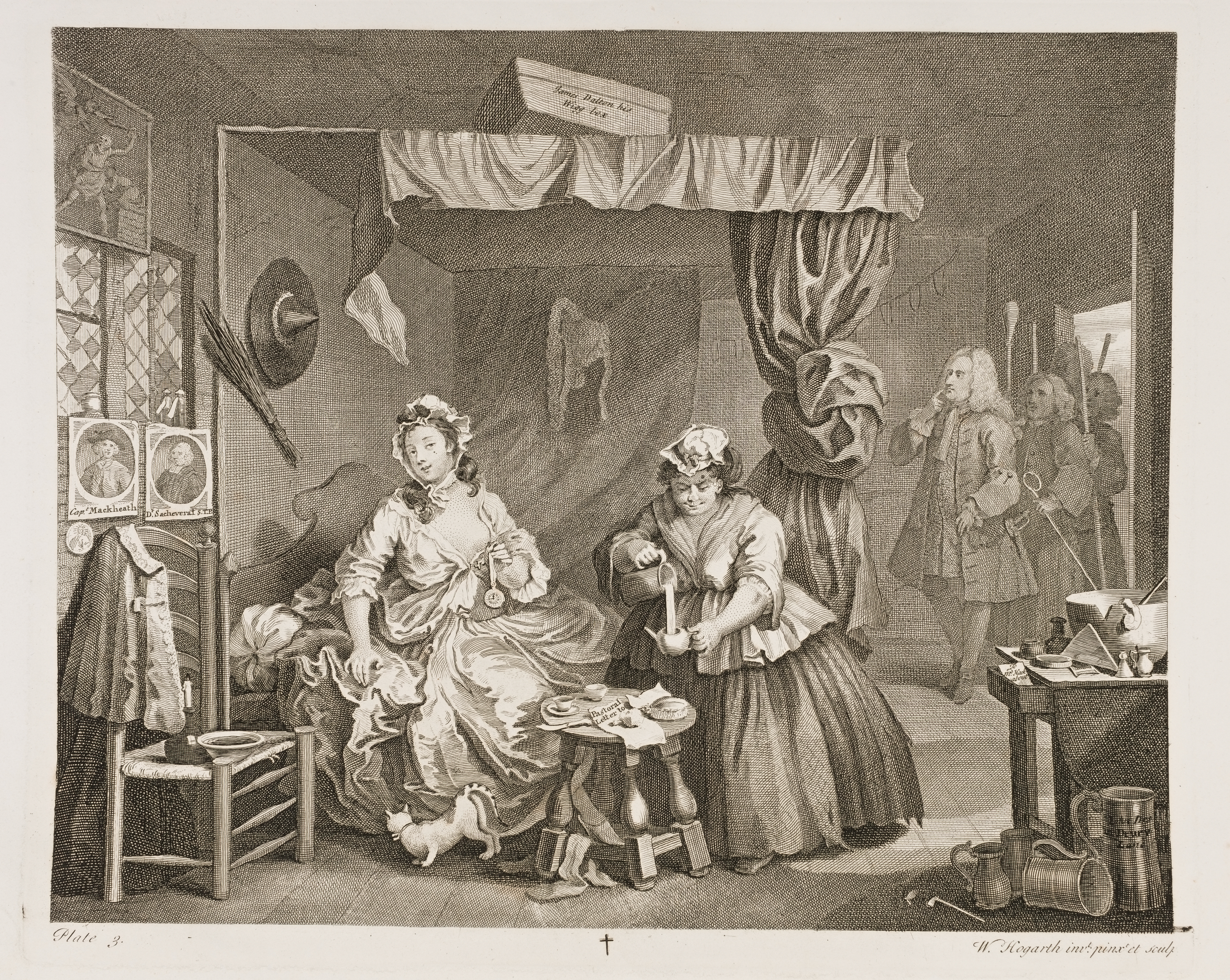
Moll est poursuivie pour dettes par Sir John Gonson, gravure tirée de Carrière d'une prostituée de William Hogarth.

La Société était organisée en quatre niveaux, la « Society of Original Gentlemen » se trouvait au niveau supérieur. Des éminents professionnels (avocats, juges et députés), ainsi que les membres fondateurs, fournissaient l'expertise et les moyens financiers permettant d'engager des poursuites judiciaires. Le niveau en dessous était la « Second Society », qui comptait en majorité des commerçants, dont le rôle était de supprimer le vice au moyen de diverses méthodes, dont l'une était de publier tous les ans une liste noire où figuraient le nom des présumés délinquants. En dessous des commerçants, il y avait l'« Association of Constables » qui avait le rôle actif d'arrêter les mécréants, qui offensaient la moralité publique. Enfin le quatrième et dernier niveau était formé d'informateurs, les « gardiens de la morale », dont le réseau s'étendait sur toute la Cité de Londres avec deux commissaires dans chaque « paroisse », et dont le rôle était de collecter les informations sur les infractions morales. Le comité central des « Original Gentlemen » centralisait ces renseignements en vue de les remettre aux magistrats locaux, afin de poursuivre et de punir les contrevenants. La Société pouvait payer des tiers pour engager des poursuites, ou le faisait à son propre compte.
Un célèbre partisan de la Société fut John Gonson, juge de paix et président des Quarter Sessions de la Cité de Westminster pendant 50 ans au début du XVIIIe siècle. Il fut remarqué pour son zèle à faire des incursions dans les maisons closes et pour prononcer de sévères condamnations. Il est dépeint deux fois dans une série de peintures et de gravures de William Hogarth intitulée A Harlot's Progress (La Carrière d'une prostituée). Aux environs de 1770, la Société dénonça Covent Garden comme étant :

« ...la grande place de Vénus et ses environs encombrés par les adeptes de cette déesse. On imaginerait que toutes les prostituées du royaume s'y sont donné rendez-vous... »

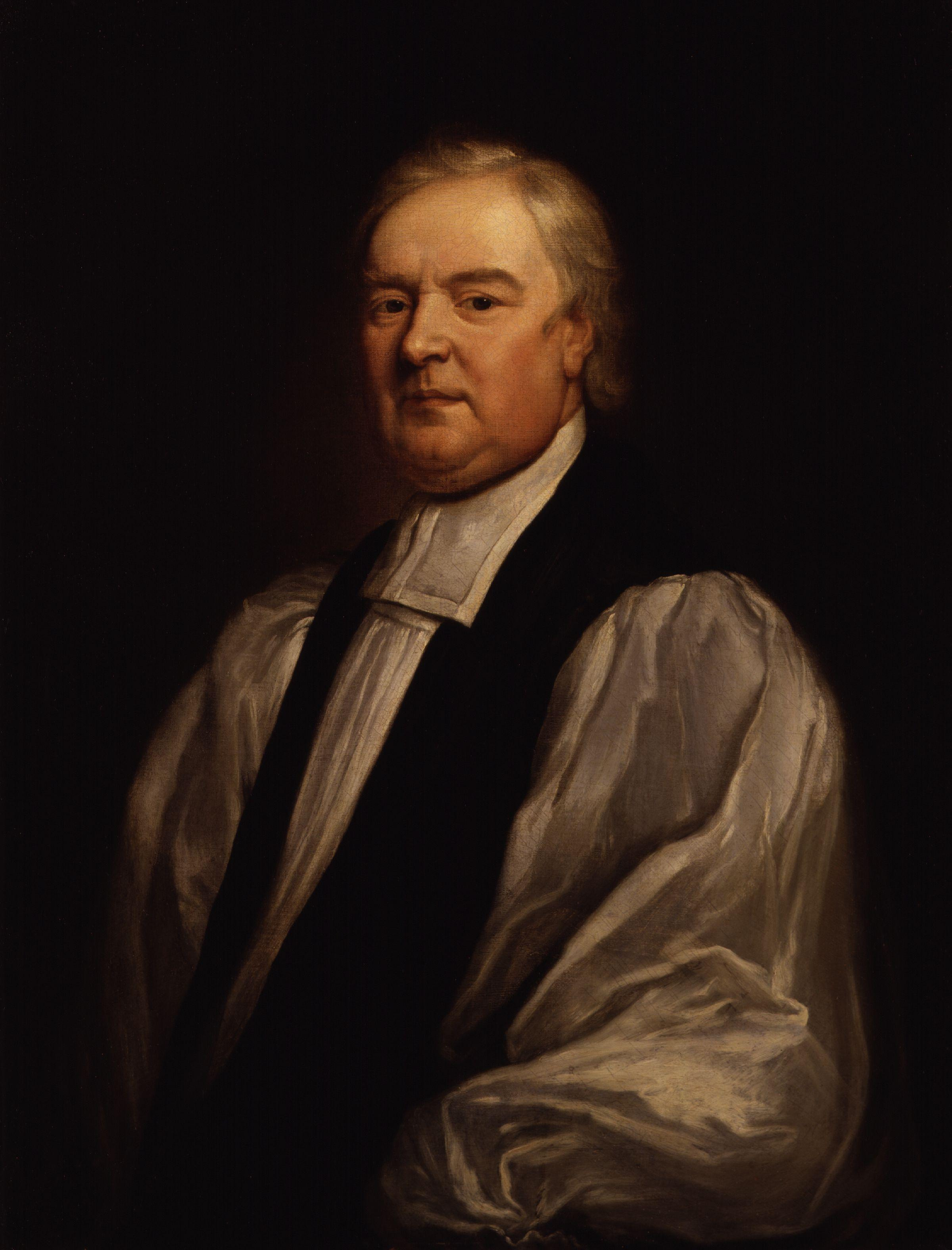
John Tillotson, actif protecteur de la Société pour la réforme des mœurs.

La Société rechercha et obtint le patronage de l'Église et de la Couronne : John Tillotson, le quatre-vingtième archevêque de Cantorbéry de 1691 à 1694, encouragea activement la Société, et son successeur Thomas Tenison en faisait la louange à ses évêques, tandis que les reines, Marie et Anne publièrent toutes deux des « Proclamations contre le vice » à la demande de la Société. Celle-ci avait également de l'influence au sein de la Chambre des lords, influence démontrée par une déclaration de soutien signée par 36 de ses  membres. Mais, alors que les signataires étaient indubitablement des sympathisants, et même pour certains des membres, de la Société, il y eut peu de textes de loi appropriés votés pendant la période d'activité de la Société. Celle-ci, en revanche, s'intéressa peu à la Chambre des communes. Jonathan Swift rédigea un tract de soutien dans son A Project for the Advancement of Religion, and the Reformation of Manners (1709), bien que certains soupçonnent une intention satirique dans ce projet apparemment sérieux.
La Société intentait aussi des procès contre des dramaturges, lorsqu'elle considérait que leurs pièces ne contenaient pas une édification morale suffisante. La nouvelle attitude envers le théâtre peut être jugée d'après le pamphlet anti-théâtre de 1698 Short View of the Immorality and Profaneness of the English Stage par Jeremy Collier, qui s'attaque au défaut d'enseignement moral des pièces contemporaines, telles que Love For Love (1695) de William Congreve et La Rechute ou la Vertu en danger (1696) de John Vanbrugh. Ce pamphlet marqua la fin de la popularité de la comédie de la Restauration.
La Société prospéra jusque dans les années 1730, avec 1 363 poursuites judiciaires en 1726-7. Il y eut des séries de raids contre les molly houses (maisons closes pour homosexuels) en 1725. Une victime célèbre de la Société fut Charles Hitchen, « chasseur de primes » et commissaire. Il recherchait des marchandises volées, et négociait une prime pour leur restitution, tout en réclamant un pot-de-vin aux voleurs pour qu'ils ne se fassent pas prendre, et forçant ceux-ci à receler les marchandises à son bénéfice. Ses affaires peuvent avoir pâti de la concurrence de son concurrent Jonathan Wild. En 1727, Hitchen fut accusé de pratiques sodomites, et fut jugé pour sodomie, un délit grave, et tentative de sodomie. Il fut condamné à une amende de 20 livres, à être placé une heure au pilori et à six mois de prison. Il fut gravement blessé pendant son temps au pilori, et mourut peu après sa sortie de prison.
La Société connut pendant un moment un renouveau dans les années 1750, à cause des excès de libertinage du Hellfire Club, et elle fut reconnue par le roi George II. La Society for Suppression of Vice de William Wilberforce lui succéda plus tard, fondée à la suite de la proclamation royale de George III de 1787, « For the Encouragement of Piety and Virtue, and for the Preventing and Punishing of Vice, Profaneness and Immorality » (« Pour l'encouragement de la piété et de la vertu, pour la prévention et la sanction du vice, du sacrilège et de l'immoralité »).

### Sources
- (en) E.J. Burford, Wits, Wenchers and Wantons : London's Low Life : Covent Garden in the Eighteenth Century, Londres, Robert Hale Limited, 1986, 260 p. (ISBN 0-7090-2629-3)
- (en) Alan Hunt, Governing Morals : A Social History of Moral Regulation, Cambridge University Press, 13 août 1999, 284 p. (ISBN 978-0-521-64689-5, lire en ligne)